# アリミノ
株式会社アリミノ（ARIMINO CO., LTD.）は、東京都新宿区に本社を置く、頭髪・肌用化粧品を製造する会社。

## 概要
1946年3月27日、日本橋で化粧品製造・販売を手がけていた田尾有海が会社を創立。
戦後、焼野原で懸命に生きるもんぺ姿の女性達を見た田尾は、「この女性達が少しでも美しくなったとき、日本は必ず立ち直る。」と考え、当時毛髪関連の市場で専門メーカーがなかったことから毛髪に重点を置き、ヘア化粧品の製造を決めた。
全て美容室向けの専用品として製造しており、”日本人生まれ”ということにずっとこだわりを持ち、日本人の資質や感性を発揮した製品づくりを心掛けている。
2000年、21世紀に向かい現在のロゴに変更された。

## 沿革
- 1946年（昭和21年）　アリミノ美容科学研究所創立。
- 1950年（昭和25年）　「アリミノ科学株式会社」に社名を変更し、法人組織となる。
- 1960年（昭和35年）　大阪営業所開設。
- 1966年（昭和41年）　札幌営業所開設。
- 1968年（昭和43年）　アリミノ創立者・田尾有海死去。田尾有一が二代目社長に就任。
- 1968年（昭和43年）　本社ビル完成。
- 1969年（昭和44年）　名古屋営業所開設。
- 1970年（昭和45年）　福岡営業所開設。
- 1976年（昭和51年）　社名を「株式会社アリミノ」に変更。
- 1987年（昭和62年）　新本社ビル完成。
- 1987年（昭和62年）　金沢営業所開設。
- 1990年（平成2年）　仙台営業所開設。
- 2000年（平成12年）　新ロゴに変更。
- 2000年（平成12年）　広島営業所開設。
- 2005年（平成17年）　大阪営業所を移転。
- 2016年（平成28年）　埼玉県狭山市から滑川町に研究所を移転し、総合研究所を開設。

## 主な製品
- スタイリング「スパイスシリーズ」（2000年販売開始）

## 関連会社

### 国内
- アリミノビル株式会社
- 株式会社COCOA出版
- 株式会社ノアズ・アーク
- アリミノインターナショナル株式会社
- 株式会社エーエス
- 株式会社エーケー

### ハワイ
- ハリウッド・ビューティカレッジ

### ニューヨーク
- アリミノワンINC.
- サロンISHI

### 台湾
- 愛麗美那科学有限公司
- 有海有限公司

### 韓国
- 株式会社一珍科学工業社